# Stolperstein von Oberkrämer

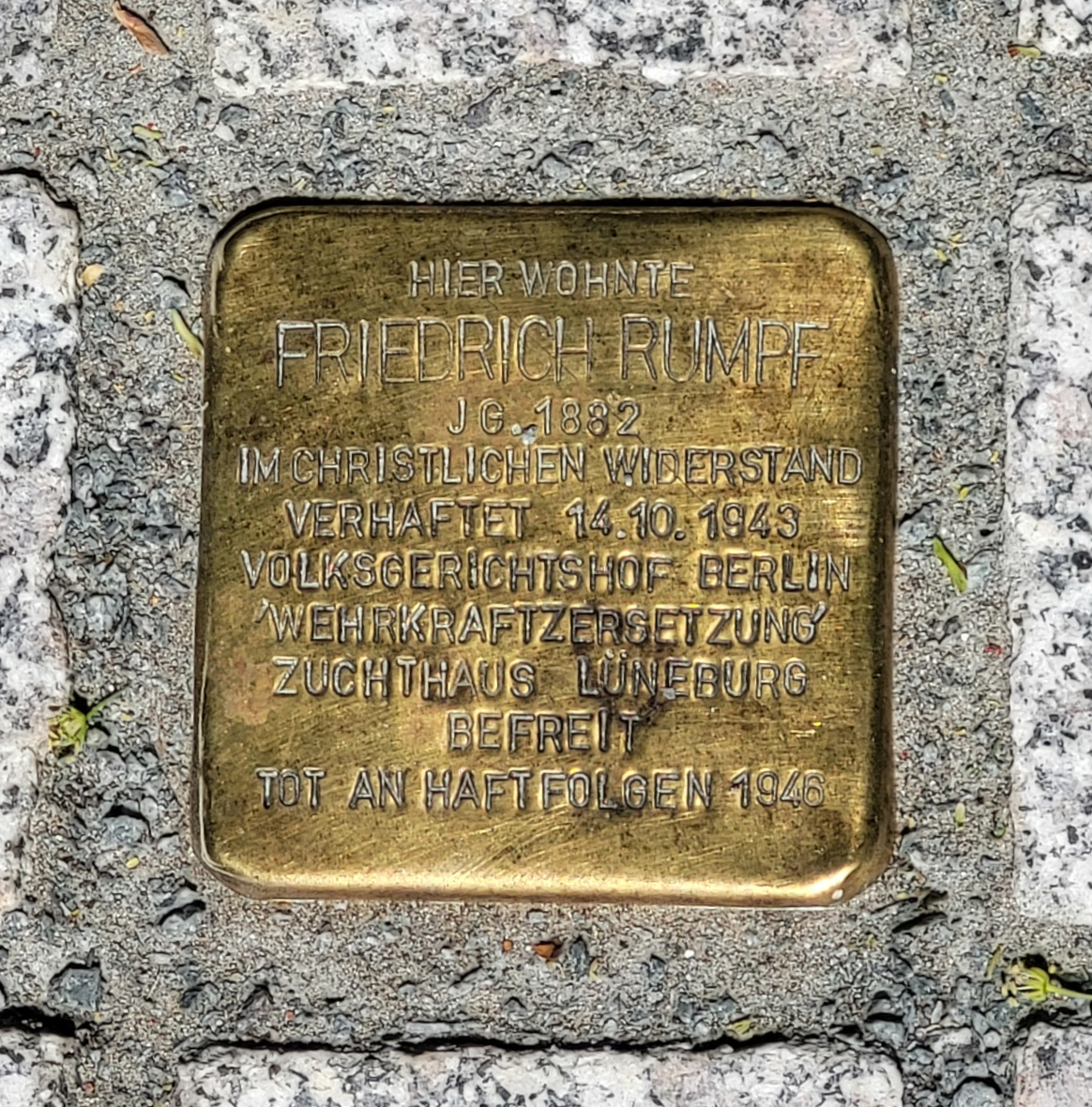
Stolperstein für Friedrich Rumpf

Der Stolperstein von Oberkrämer ist Friedrich Rumpf gewidmet. Er wurde vom Künstler Gunter Demnig im Rahmen des Projekts Stolpersteine geschaffen und wurde in der Gemeinde Oberkrämer verlegt. Stolpersteine erinnern an das Schicksal der Menschen, die von den Nationalsozialisten ermordet, deportiert, vertrieben oder in den Suizid getrieben wurden. 
Die Stolpersteine liegen im Regelfall vor dem letzten selbstgewählten Wohnort des Opfers.

## Stolperstein
| Stolperstein | Inschrift | Verlegeort      | Name, Leben |
| ------------ | --- | --------------- | --- |
|              | HIER WOHNTE FRIEDRICH RUMPF JG. 1892 IM CHRISTLICHEN WIDERSTAND VERHAFTET 14.10.1943 VOLKSGERICHTSHOF BERLIN WEHRKRAFTZERSETZUNG ZUCHTHAUS LÜNEBURG BEFREIT TOT AN HAFTFOLGEN 1946 | Dorfstraße 31 · | Friedrich Rumpf wurde am 9. Mai 1882 in Arensdorf (heute Jarnatów in Polen) geboren. Nach seiner Lehrerprüfung lehrte er an verschiedenen Schulen in der Lausitz und in Frankfurt/Oder. Im Ersten Weltkrieg war er Soldat auf deutscher Seite und erlitt mehrere Verletzungen. Er quittierte den Schuldienst und wurde nach einem Studium der Theologie am 18. März 1934 zum Pfarrer ordiniert. Am 1. Juli 1937 trat er die Stelle als Pfarrer in Schwante an. Am 14. Oktober 1943 wurde er verhaftet und in das Gefängnis in Berlin-Moabit überführt. Er wurde wegen „Wehrkraftzersetzung und Feindbegünstigung“ angeklagt und am 10. August 1944 vor dem Volksgerichtshof verurteilt. Zuerst war er im Zuchthaus von Lübeck eingesperrt, dann im Zuchthaus Hamburg-Fuhlsbüttel und später im KZ Neuengamme. Nach der Befreiung durch britische Truppen wurde er im Krankenhaus Hamburg-Langenhorn gepflegt. Im Dezember 1945 kam er zurück nach Schwante. Am 22. November 1946 erlag er dort den Leiden aus der Verhaftung. |

## Verlegedatum
Die Verlegung in Schwante erfolgte durch Michael Krüger am 15. März 2024.